# Alessia Tognolli
Alessia Tognolli (ur. 28 stycznia 1981 w Wenecji) – włoska szablistka, dwukrotna medalistka mistrzostw świata.
W 2000 roku zdobyła złoto drużynowo na mistrzostwach świata juniorów w South Bend.
Podczas mistrzostw świata w Seulu w 1999 roku Włoszki w składzie: Ilaria Bianco, Anna Ferraro, Alessia Tognolli i Daniela Colaiacomo zdobyły drużynowo złoty medal. W rywalizacji indywidualnej była tam piąta. Na rozgrywanych rok później mistrzostwach świata w Budapeszcie razem z koleżankami zdobyła drużynowo srebrny medal. W rywalizacji indywidualnej była tym razem ósma.
Nigdy nie wzięła udziału w igrzyskach olimpijskich.
Ponadto zdobyła drużynowo brązowy medal na mistrzostwach Europy w Funchal w 2000 roku oraz srebrny na mistrzostwach Europy w Koblencji w 2001 roku.